# Gsell János
Gsell János, teljes nevén Gsell János Antal Fidél (Budapest, 1883. szeptember 1. – Budapest, 1958. szeptember 10.) vegyészmérnök, a fog- és szájbetegségek szakorvosa.

## Életpályája
Gsell József hivatalnok és Saile Karolina fiaként született. Középiskolai tanulmányait 1893 és 1901 között a Budapesti IV. kerületi (belvárosi) Községi Nyilvános Főreáliskolában végezte. Ezt követően (1902) felvételt nyert a Budapesti Tudományegyetem Bölcsészettudományi Karára, ahol vegyészmérnöki és középiskolai tanári oklevelet szerzett. Pályája elején természetrajzot és vegytant tanított.
1907-től munkahelye a Posta Kísérleti Állomás volt, több beosztásban, többek között vegyészeti osztályvezetőként. Az első világháború után Franciaországban orvosi diplomát szerzett, majd Ausztriában folytatott orvosi tanulmányokat.
1930-ban kérvényezte felvételét a Magyar Fogorvosok Országos Egyesületébe. 1931 decemberében mint váci orvosnak engedélyezték a fogszakorvosi cím használatát. 1942-től 1948-ig az Iparügyi Minisztérium vegyészeként dolgozott.
A Posta Kísérleti Állomáson kisipari méretekben kondenzációs műanyagok előállításával foglalkozott, ekkor több találmánya is szabadalmi védettség alá került.
A szerves kémiai analízis köréből is több értékes tanulmánya jelent meg. „A szerves vegyületek minőségi és mennyiségi analízisének módszerei” című könyve, bár korszakalkotó mű is lehetett volna, mégsem lett, mert a könyv kizárólag magyar nyelven jelent meg, a hazai szakterülete is még csak gyerekcipőben járt.
Az Új köztemetőben helyezték nyugalomra.

### Családja
Harmadik felesége Geiszler Mária Klára (1899–?) volt, akit 1928. május 6-án Pestszenterzsébeten vett nőül.

## Művei
- Telített homológ zsírsavak elválasztása. (Magyar Chemiai Folyóirat, 1907, 13.)
- Szerves festőanyagok meghatározása elnyelési színképeik segélyével. (Vegyészeti Lapok, 1908, 9, 11.)
- Ópiumalkaloidák egymás melletti mennyileges meghatározása. 1913
- A szerves vegyületek minőségi és mennyiségi analízisének módszerei Budapest, 1913
- A hydrastis-vonadék alkaloidjainak mennyiségi meghatározása. Marschalkó Bélával. (Magyar Chemiai Folyóirat, 1914, 2.)
- Beiträge zur Kenntniss der harzartigen Phenol-Formaldehyd Kondensate. 1920 körül
- Új lipase-titrálás. Gózony Lajossal, Hoffenreich Ferenccel. (Magyar Orvosi Archivum, 1928, 29.)